# 2166 Handahl
2166 Handahl је астероид главног астероидног појаса чија средња удаљеност од Сунца износи 2,347 астрономских јединица (АЈ).
Апсолутна магнитуда астероида је 14,3.